# Sergio Aragoneses
Sergio Aragoneses Almeida (O Porriño, 1º febbraio 1977) è un ex calciatore spagnolo, di ruolo portiere.